# Кларк, Эллери
Э́ллери Ха́рдинг Кларк (англ. Ellery Harding Clark; 13 марта 1874, Уэст-Роксбери — 27 июля 1949, Бостон) — американский легкоатлет, чемпион летних Олимпийских игр 1896 года по прыжкам в длину и высоту.
Кларк родился в Уэст-Роксбери, пригороде Бостона. Во время обучения в Гарвардском университете принял участие в I летних Олимпийских играх в Афинах.
На играх, он участвовал в прыжке в длину, в высоту, и в толкании ядра. Сначала, 7 апреля, он выиграл соревнование по прыжку в длину, показав результат в 6,35 м. В этот же день, он принял участие в толкании ядра, однако не занял призовое место, и разделил пятую позицию с немцами Фрицем Гофманом и Карлом Шуманом. 10 апреля, в прыжке в высоту, Кларк снова выиграл. Он стал чемпионом уже прыгнув на высоту 1,70 м, так как остальные соперники показали более низкий результат, однако Кларк продолжил, и улучшил свои показания до 1,81 м.
После игр, в 1897 и 1903 году, Кларк побеждал в чемпионатах США по десятиборью. В 1904 году, он участвовал на летних Олимпийских играх в Сент-Луисе в этой дисциплине, однако он не смог закончить соревнование и прекратил участие после пяти видов из-за бронхита.
После обеих Олимпиад, Кларк стал заниматься ходьбой. В обычной жизни, он имел несколько профессий — адвокат, тренер, учитель, представитель бостонского местного самоуправления и писатель. В качестве автора, он написал 19 книг, две из которых экранизировались.
В 1991 году, Кларк был включён в Зал славы лёгкой атлетики США.